# Sciophila antarctica
Sciophila antarctica är en tvåvingeart som beskrevs av Walker 1836. Sciophila antarctica ingår i släktet Sciophila och familjen svampmyggor. Inga underarter finns listade i Catalogue of Life.